# 2014年冬季残疾人奥林匹克运动会俄罗斯代表团
2014年冬季残疾人奥林匹克运动会俄罗斯代表团是俄罗斯派出的2014年冬季残疾人奥林匹克运动会代表团。获得30枚金牌、28枚银牌和2枚铜牌。